# Deelstaatsenator
Een deelstaatsenator is een lid van de Belgische Senaat dat wordt aangesteld door het parlement van een gemeenschap of een gewest.
In de Belgische Senaat zitten sinds 2014 verschillende soorten senatoren:
- deelstaatsenatoren (50),
- gecoöpteerde senatoren (10).

De aanwijzing van de senatoren gebeurt als volgt :
- 29 senatoren aangewezen door het Vlaams Parlement uit zijn eigen leden of uit de Nederlandstalige leden van het Brussels Hoofdstedelijk Parlement. Minstens 1 van die senatoren moet in Brussel-Hoofdstad wonen, maar dat kan ook een Brussels lid van het Vlaams Parlement zijn;
- 8 senatoren aangewezen door het Waals Parlement uit zijn leden;
- 2 senatoren aangewezen door de Franse taalgroep van het Brussels Hoofdstedelijk Parlement uit zijn leden;
- 10 senatoren aangewezen door het Parlement van de Franse Gemeenschap, waarvan :
  - 7 uit zijn Waalse leden;
  - minstens 2 uit zijn Brusselse leden. De 10de senator mag uit alle 72 Franstalige leden van het Brussels Parlement worden geselecteerd.
- 1 senator aangewezen door het Parlement van de Duitstalige Gemeenschap uit zijn leden.

De gecoöpteerde senatoren worden aangewezen door de deelstaatsenatoren: 6 door de Nederlandstalige deelstaatsenatoren en 4 door de Franstalige deelstaatsenatoren.
rechtstreeks verkozen senator (1831-2014) - senator van rechtswege (1831-2014) - provinciaal senator (1893-1995) - gecoöpteerd senator (sinds 1921) - gemeenschapssenator/deelstaatsenator (sinds 1995)